# Kendrick Nunn
Pour les articles homonymes, voir Nunn.
Kendrick Melvin Nunn, né le 3 août 1995 à Chicago dans l'Illinois, est un joueur américain de basket-ball. Il évolue au poste de meneur ou d'arrière, et mesure 1,88 m.

## Biographie

### Université
En tant que première année à l’université de l'Illinois, Nunn joue pour les Fighting Illini dans les 35 matchs de leur saison. Il est titulaire pour la première fois le 9 février 2014 contre Penn State, terminant le match avec 19 points et mettant fin à une série de huit défaites. Nunn égale son record en carrière le 19 février, avec 19 points, pour mener son équipe à une victoire 62-49 face à Minnesota. Il obtient en moyenne 10,5 points, 4,5 rebonds et 3,5 passes décisives par match.
Nunn est congédié de l’équipe de basket-ball de l’Illinois le 24 mai 2016, après avoir plaidé coupable à une accusation de violences. Environ un mois plus tard, il est transféré à l’université d'Oakland, où il joue avec les Golden Grizzlies. Comme l’exigent les règles de transfert de la NCAA, Nunn passe sa première année sans jouer.
En tant que troisième année, Nunn mène la Division I de la NCAA aux tirs à trois points, avec une moyenne de 4,47 tirs par match et il termine deuxième meilleur marqueur derrière Trae Young, avec 25,9 points par match. Le 28 février 2018, Nunn est élu Horizon League Player of the Year.

### NBA

#### Warriors de Santa Cruz (2018-2019)
Bien qu'il se soit présenté à la draft 2018 de la NBA, il n'est pas sélectionné. Il signe un contrat partiellement garanti avec les Warriors de Golden State, lui garantissant une place dans l'effeciff de la  NBA Summer League et du camp d'entraînement. Il fut libéré le 12 octobre 2019, en amont de la saison. Il est alors ajouté à l'effectif des Warriors de Santa Cruz, équipe affiliée des Warriors, en NBA Gatorade League. Le 4 novembre 2018, pour ses débuts professionnels, il enregistre 15 points dans une victoire 118-108 contre les Suns de Northern Arizona. Le 10 novembre, il marque 32 points, en sortie de banc, contre l'Energy de l'Iowa. Durant cette saison, il enregistre des moyennes de 19,3 points, 3,8 rebonds, 2,8 passes décisives et 1,4 interception. 

#### Heat de Miami (2019-2021)
Le 11 avril 2019, il signe un contrat jusqu'à la fin de saison avec la franchise du Heat de Miami. Le 18 octobre, Nunn a fait forte impression contre les Rockets de Houston en marquant 40 points, le total le plus élevé pour joueur du Heat dans un match de pré-saison au cours des 20 dernières années. Ses débuts en NBA ont lieu le 23 octobre lors du premier match de la saison contre les Grizzlies de Memphis, où il inscrit 24 points, avec 2 rebonds, 3 passes décisives et 2 interceptions lors de la victoire 120-101. Au cours de ses cinq premiers matchs en NBA, Nunn a inscrit 112 points pour battre le record du plus grand nombre de points en autant de matchs par un joueur non drafté, Connie Hawkins avait établi le record précédent avec 105 points en 1969. Le 3 décembre, Nunn a été nommé rookie du mois de la conférence Est après avoir obtenu 16,4 points, 3,2 passes et 1,3 interception par match. Le 10 décembre, Nunn a battu son record à 36 points pour aider le Heat à obtenir une victoire en prolongation, 135-121 contre les Hawks d'Atlanta. Après avoir marqué 504 points dans son 31e match en carrière, il est devenu le rookie à atteindre 500 points le plus rapidement dans l’histoire de la franchise. Il est nommé au Rising Stars Challenge, lors du NBA All-Star Game 2020, où il a marqué 16 points pour l’équipe des États-Unis. Il finit 2e du classement du NBA Rookie of the Year, derrière Ja Morant. Le 15 septembre 2020, Nunn est nommé dans la NBA All-Rookie First Team.

#### Lakers de Los Angeles (2021-2023)
Agent libre à l'été 2021, Kendrick Nunn signe un contrat de 10 millions de dollars sur deux ans avec les Lakers de Los Angeles.

#### Wizards de Washington (2023)
En janvier 2023, il est transféré vers les Wizards de Washington avec trois seconds tours de draft en échange de Rui Hachimura.

### Départ pour l'Europe (depuis 2023)
En octobre 2023, Nunn s'engage pour la saison 2023-2024 et 1,5 million de dollars avec le Panathinaïkos, club athénien de basket-ball participant à l'Euroligue.

## Palmarès

### NCAA
- Horizon League Player of the Year en 2018
- All-Horizon League First Team en 2018
- Big Ten All-Freshman Team en 2014

### NBA
- NBA All-Rookie First Team en 2020

### Europe
- Vainqueur de l'Euroligue en 2024
- Meilleur joueur et meilleur marqueur (trophée Alphonso-Ford) de l'Euroligue 2024-2025[17],[18]

## Statistiques

### Université
| Saison    | Équipe   | Matchs   | Titul.   | Min./m   | % Tir    | % 3pts   | % LF     | Rbds/m.  | Pass/m.  | Int/m.   | Ctr/m.   | Pts/m.   |
| --------- | -------- | -------- | -------- | -------- | -------- | -------- | -------- | -------- | -------- | -------- | -------- | -------- |
| 2013-2014 | Illinois | 35       | 12       | 19,5     | 45,6     | 38,8     | 80,8     | 1,70     | 1,10     | 0,60     | 0,10     | 6,20     |
| 2014-2015 | Illinois | 33       | 24       | 30,2     | 40,1     | 36,0     | 81,7     | 3,50     | 1,90     | 1,20     | 0,20     | 11,10    |
| 2015-2016 | Illinois | 28       | 25       | 35,1     | 42,8     | 39,1     | 79,4     | 5,00     | 1,70     | 1,50     | 0,20     | 15,50    |
| 2016-2017 | Oakland  | Non joué | Non joué | Non joué | Non joué | Non joué | Non joué | Non joué | Non joué | Non joué | Non joué | Non joué |
| 2017-2018 | Oakland  | 30       | 26       | 37,9     | 43,5     | 39,4     | 83,8     | 4,70     | 3,80     | 1,50     | 0,40     | 25,90    |
| Carrière  | Carrière | 126      | 87       | 30,1     | 42,8     | 38,6     | 82,1     | 3,60     | 2,10     | 1,20     | 0,20     | 14,20    |

### NBA G League

#### Saison régulière
| Saison    | Équipe     | Matchs | Titul. | Min./m | % Tir | % 3pts | % LF | Rbds/m. | Pass/m. | Int/m. | Ctr/m. | Pts/m. |
| --------- | ---------- | ------ | ------ | ------ | ----- | ------ | ---- | ------- | ------- | ------ | ------ | ------ |
| 2018-2019 | Santa Cruz | 49     | 1      | 29,0   | 47,3  | 33,3   | 85,7 | 3,8     | 2,8     | 1,5    | 0,3    | 19,3   |
| Carrière  | Carrière   | 49     | 1      | 29,0   | 47,3  | 33,3   | 85,7 | 3,8     | 2,8     | 1,5    | 0,3    | 19,3   |

#### Playoffs
| Saison   | Équipe     | Matchs | Titul. | Min./m | % Tir | % 3pts | % LF | Rbds/m. | Pass/m. | Int/m. | Ctr/m. | Pts/m. |
| -------- | ---------- | ------ | ------ | ------ | ----- | ------ | ---- | ------- | ------- | ------ | ------ | ------ |
| 2019     | Santa Cruz | 2      | 0      | 31,5   | 61,5  | 75,0   | 100  | 5,0     | 3,0     | 2,0    | 0      | 30,0   |
| Carrière | Carrière   | 2      | 0      | 31,5   | 61,5  | 75,0   | 100  | 5,0     | 3,0     | 2,0    | 0      | 30,0   |

### NBA

#### Saison régulière
| Saison    | Équipe      | Matchs | Titul. | Min./m | % Tir | % 3pts | % LF | Rbds/m. | Pass/m. | Int/m. | Ctr/m. | Pts/m. |
| --------- | ----------- | ------ | ------ | ------ | ----- | ------ | ---- | ------- | ------- | ------ | ------ | ------ |
| 2019-2020 | Miami       | 67     | 67     | 29,3   | 43,9  | 35,0   | 85,0 | 2,69    | 3,28    | 0,84   | 0,22   | 15,28  |
| 2020-2021 | Miami       | 56     | 44     | 29,5   | 48,5  | 38,1   | 93,3 | 3,20    | 2,64    | 0,93   | 0,25   | 14,57  |
| 2022-2023 | L.A. Lakers | 39     | 2      | 13,5   | 40,6  | 32,5   | 81,0 | 1,40    | 0,90    | 0,30   | 0,10   | 6,70   |
| 2022-2023 | Washington  | 31     | 0      | 14,1   | 44,7  | 39,2   | 90,0 | 1,70    | 1,80    | 0,50   | 0,10   | 7,50   |
| Carrière  | Carrière    | 193    | 113    | 23,7   | 45,1  | 36,2   | 87,6 | 2,40    | 2,40    | 0,70   | 0,20   | 12,10  |

#### Playoffs
| Saison   | Équipe   | Matchs | Titul. | Min./m | % Tir | % 3pts | % LF  | Rbds/m. | Pass/m. | Int/m. | Ctr/m. | Pts/m. |
| -------- | -------- | ------ | ------ | ------ | ----- | ------ | ----- | ------- | ------- | ------ | ------ | ------ |
| 2020     | Miami    | 15     | 0      | 15,9   | 39,1  | 27,9   | 100,0 | 2,13    | 1,33    | 0,20   | 0,20   | 6,13   |
| 2021     | Miami    | 4      | 2      | 23,3   | 39,5  | 27,8   | 100,0 | 1,50    | 1,50    | 0,50   | 0,00   | 10,25  |
| Carrière | Carrière | 19     | 2      | 17,5   | 39,3  | 27,9   | 100,0 | 2,00    | 1,37    | 0,26   | 0,16   | 7,00   |

## Records sur une rencontre en NBA
Les records personnels de Kendrick Nunn en NBA sont les suivants, :
| Type de statistique        | Saison régulière | Saison régulière      | Saison régulière | Playoffs | Playoffs                | Playoffs          |
| Type de statistique        | Record           | Adversaire            | Date             | Record   | Adversaire              | Date              |
| -------------------------- | ---------------- | --------------------- | ---------------- | -------- | ----------------------- | ----------------- |
| Points                     | 36               | Hawks d'Atlanta       | 10 décembre 2019 | 18       | 2 fois                  | 2 fois            |
| Paniers marqués            | 14               | Hawks d'Atlanta       | 10 décembre 2019 | 8        | @ Lakers de Los Angeles | 30 septembre 2020 |
| Paniers tentés             | 27               | @ Pacers de l'Indiana | 14 août 2020     | 15       | Bucks de Milwaukee      | 29 mai 2021       |
| Paniers à 3 points réussis | 6                | 2 fois                | 2 fois           | 2        | 6 fois                  | 6 fois            |
| Paniers à 3 points tentés  | 12               | Rockets de Houston    | 19 avril 2021    | 6        | 3 fois                  | 3 fois            |
| Lancers francs réussis     | 8                | Kings de Sacramento   | 20 janvier 2020  | 6        | @ Lakers de Los Angeles | 2 octobre 2020    |
| Lancers francs tentés      | 8                | Kings de Sacramento   | 20 janvier 2020  | 6        | @ Lakers de Los Angeles | 2 octobre 2020    |
| Rebonds offensifs          | 3                | 2 fois                | 2 fois           | 1        | 3 fois                  | 3 fois            |
| Rebonds défensifs          | 8                | Bucks de Milwaukee    | 2 mars 2020      | 4        | 3 fois                  | 3 fois            |
| Rebonds totaux             | 8                | 3 fois                | 3 fois           | 5        | @ Lakers de Los Angeles | 30 septembre 2020 |
| Passes décisives           | 9                | 2 fois                | 2 fois           | 3        | 3 fois                  | 3 fois            |
| Interceptions              | 4                | @ Rockets de Houston  | 11 février 2021  | 1        | 5 fois                  | 5 fois            |
| Contres                    | 2                | 2 fois                | 2 fois           | 1        | 3 fois                  | 3 fois            |
| Balles perdues             | 6                | Kings de Sacramento   | 20 janvier 2020  | 4        | Lakers de Los Angeles   | 4 octobre 2020    |
| Minutes jouées             | 43               | Kings de Sacramento   | 20 janvier 2020  | 29       | @ Lakers de Los Angeles | 2 octobre 2020    |

- Double-double : 0
- Triple-double : 0

Dernière mise à jour : 17 juillet 2022